# Гюнтер Лоренц
Гюнтер Лоренц (нім. Günther Lorentz; 23 жовтня 1913, Фленсбург — 17 січня 1989) — німецький офіцер-підводник, капітан-лейтенант крігсмаріне.

## Біографія
В 1932 році вступив на флот. З 10 жовтня 1939 по 2 січня 1940 року — командир підводного човна U-10, з 18 січня 1940 року — U-63. 17 лютого вийшов у свій перший і останній похід. 24 лютого потопив шведський торговий теплохід Santos водотоннажністю 3840 тонн, який перевозив генеральні вантажі; 31 з 43 членів екіпажу загинули. Наступного дня U-63 був потоплений поблизу Шетлендских островів внаслідок атаки трьох британських есмінців «Ескорт», «Інглефілд» і «Аймоген» у взаємодії з ПЧ «Нарвал». 1 член екіпажу загинув, 24 (включаючи Лоренца) були врятовані і потрапили в полон. В 1947 році звільнений. З усіх командирів німецьких підводних човнів Лоренц найдовше перебував у полоні.

## Звання
- Морський кадет (4 листопада 1932)
- Оберфенріх-цур-зее (1 вересня 1935)
- Лейтенант-цур-зее (1 січня 1936)
- Оберлейтенант-цур-зее (1 жовтня 1937)
- Капітан-лейтенант (1 березня 1942)

## Нагороди
- Медаль «За вислугу років у Вермахті» 4-го класу (4 роки)